# Œuf du tsarévitch
L'Œuf du tsarévitch est l'une des pièces d'orfèvrerie fabriquées sous la direction du joaillier russe Pierre-Karl Fabergé pour la famille Impériale Russe dont la collection est connue comme les œufs de Fabergé.
Créé en 1912, l'œuf a été fabriqué pour l'impératrice Alexandra Fedorovna en hommage à son fils, le tsarévitch 
Alexis. Ce dernier, souffrant d'hémophilie, ayant frôlé la mort peu avant.
La coque extérieure est en lapis-lazuli bleu, avec un treillis en or de style Louis XV à motif de d'aigle bicéphale, volutes, cariatides ailées et parasol chinois. La « surprise » à l'intérieur est une aigle impériale russe bicéphale avec un portrait du tsarévitch Alexis, en platine et incrusté de diamants.
Le collectionneur d'art Armand Hammer en fut l'un des propriétaires.
L'œuf est exposé au musée des Beaux-Arts de Virginie à Richmond.

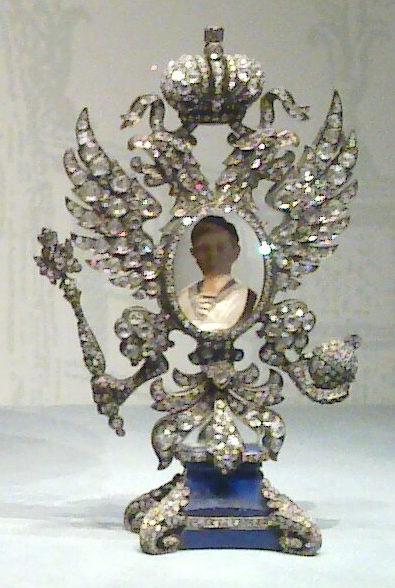
La « surprise ».
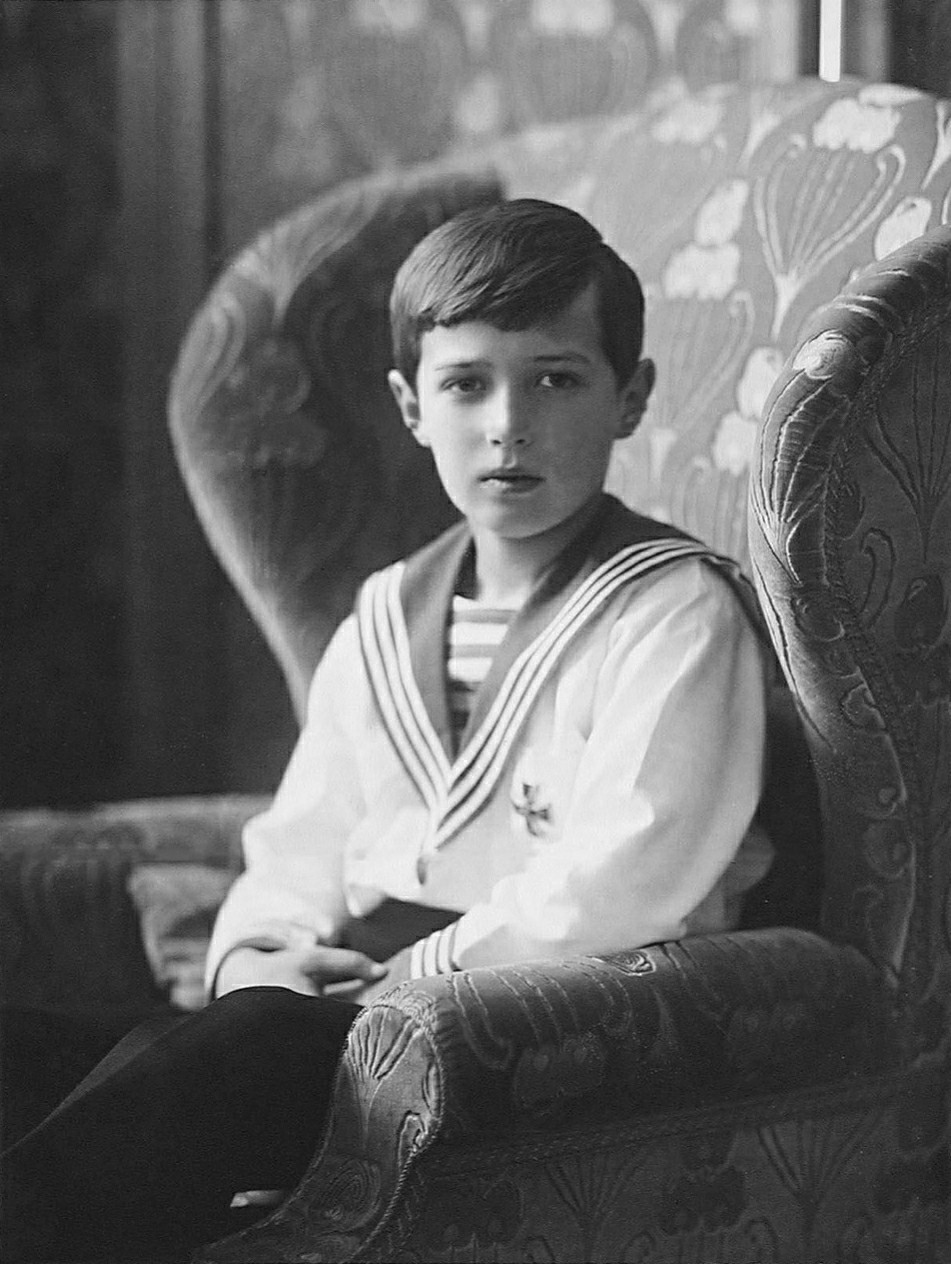
Le portrait du tsarévitch Alexis utilisé pour la « surprise ».